# Jules Fraisseix
Jules Fraisseix, né le 12 juillet 1872 à Peyrat-le-Château (Haute-Vienne) et mort le 1er novembre 1952 à Eymoutiers (Haute-Vienne), est un médecin, homme politique français et résistant. Membre du Parti communiste français, il est député de la Haute-Vienne de 1928 à 1932 et conseiller de la République de ce département de 1946 à 1948.

## Biographie
Jules Fraisseix fait ses études de médecine à Paris ; il effectue son internat à l'asile de Clermont-de-l'Oise. Son doctorat porte sur le goître exophtalmique et la tétanie. Après la soutenance de cette thèse en 1900, il s'installe comme médecin de campagne à Eymoutiers dont il sera plus tard maire pendant vingt-sept ans.
Rapidement, il milite et prend part à la vie politique locale au sein de la SFIO avant la scission de Tours, avec comme ami Jules Guesde, mais ne partage pas l'approbation de la guerre par cette formation politique en 1914.
Élu conseiller municipal d’Eymoutiers en 1908, il en devient maire en 1919. En 1910, il est conseiller général du canton. Il conserve ces mandats jusqu’à sa mort, avec une interruption pendant l'Occupation.
Favorable aux idées de la Troisième Internationale, Jules Fraisseix fonde le Parti communiste en Haute-Vienne. Il est élu député en 1928. Il participe aux travaux de nombreuses commissions et dépose une dizaine de propositions de loi. Il renonce à se représenter en 1932.
Destitué de ses mandats en 1939 par le gouvernement Édouard Daladier, il est inquiété pendant l'Occupation et entreprend de rebatir une organisation illégale. Il est arrêté et mis en prison à Limoges. À la suite d'une hémorragie cérébrale, il est transporté en clinique, puis libéré. L'administration le soupçonne de collaborer avec la résistance. Par un décret du 17 juillet au 30 août 1940, le gouvernement demande d'éliminer des services publics tous les éléments susceptibles de paralyser ou gêner leur fonctionnement. Pendant 19 mois, Fraisseix est privé de ressources en échappant de justesse le 6 avril 1944 à l'arrestation. Faute de l'avoir trouvé à son domicile, les Allemands pillent sa maison, puis la font sauter à la dynamite. Il lui faut se réfugier dans la clandestinité de village en village.
Après la Libération, il redevient maire d'Eymoutiers et conseiller général. Il est élu conseiller de la République communiste aux élections de 1946, fonction qu'il exerce jusqu'en 1948, n'étant pas réélu lors du renouvellement. Il publie ses mémoires en 1946.
Une avenue porte son nom à Eymoutiers.

## Détail des fonctions et des mandats
Mandats locaux : (Eymoutiers)
- conseiller municipal (SFIO) : seul élu de sa liste (1908-1914)
- maire : SFIO (1919-21) puis PCF (1921-1939), destitué (1939)
- à nouveau maire : 1945-1952

(Conseiller général) 
1910-1921 (SFIO) puis PCF (1921-39), destitué / 1945-1952 
Mandats parlementaires:
- 1928-1932 : Député de la Haute-Vienne
- 24 décembre 1946 — 16 novembre 1948 : conseiller de la République de la Haute-Vienne

## Publication
- Au Long de ma route. Propos anecdotiques d'un militant limousin, préface de Marcel Cachin, Limoges, 1946.